# Нук (аэропорт)
Аэропорт Нук (гренл. Mittarfik Nuuk, дат. Nuuk lufthavn), (ИАТА: GOH, ИКАО: BGGH) — гражданский международный аэропорт, расположенный в 3,7 километрах к северо-востоку от центра столицы Гренландии города Нуук. Узловой аэропорт и техническая база компании Air Greenland.
Взлётно-посадочная полоса расположена в 700 м от кампуса Гренландского университета.

## История

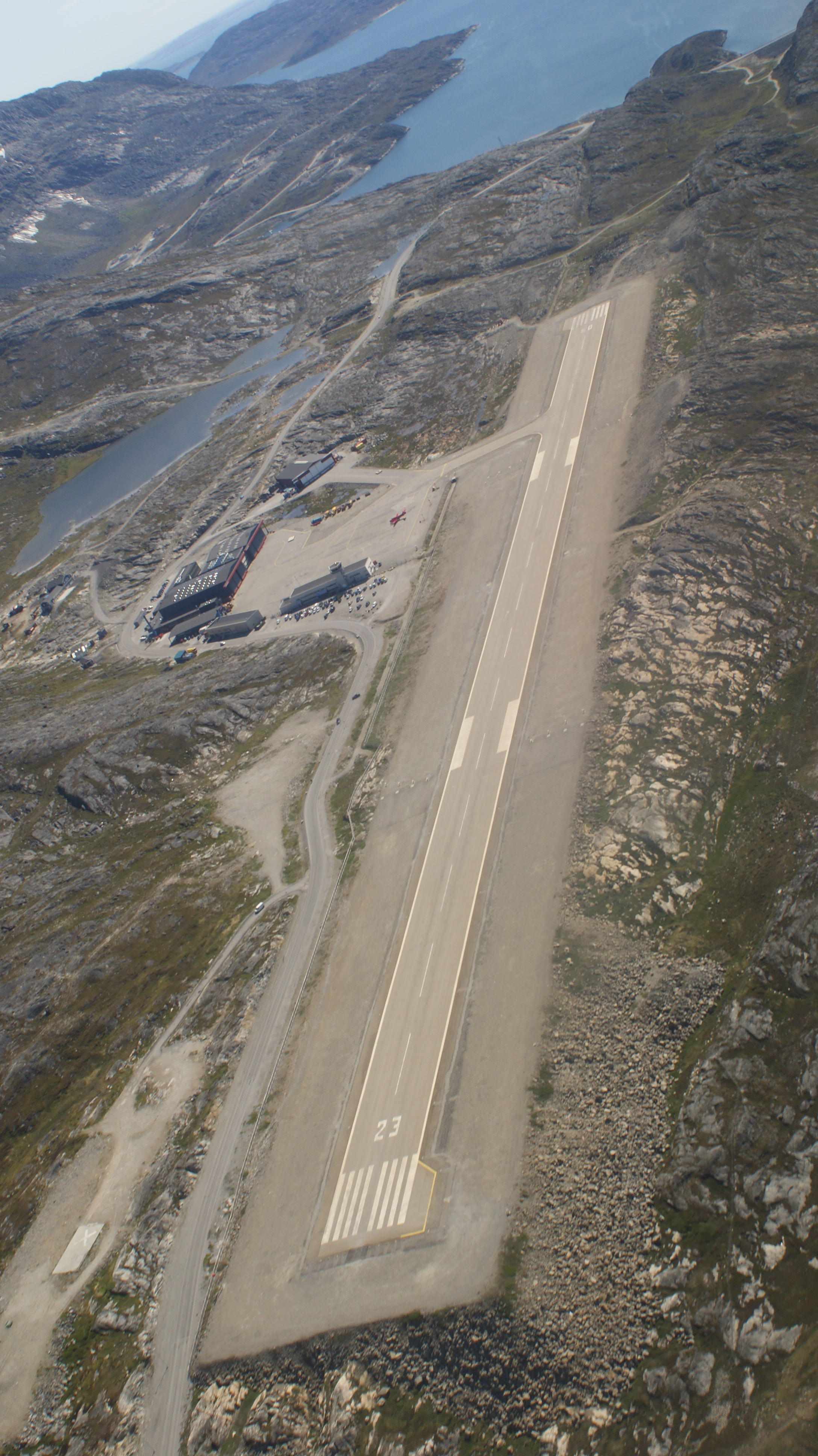
Аэропорт в 2010 году

7 ноября 1960 года была создана авиакомпания Grønlandsfly (ныне Air Greenland). Нуук обслуживался гидросамолётом PBY Catalina. В 1962 году гидросамолёт разбился, при этом погибли 15 человек на борту.
В 1965 году куплены вертолёты Sikorsky S-61. Вертолёты использовались до открытия в 2007 году аэропорта Памиут.
Аэропорт Нук введён в действие в 1979 году для самолётов укороченного взлёта и посадки, находится на высоте 86 метров над уровнем моря и эксплуатирует одну взлётно-посадочную полосу. Первоначально это была ВВП 05/23 размерами 950 × 30 метров с асфальтовым покрытием.
В 2016 году создана государственная компания Kalaallit Airports для реконструкции аэропорта. В 2024 году произошло слияние компаний Kalaallit Airports и Mittarfeqarfiit с созданием компании Greenland Airports.
Строительство нового аэропорта началось в ноябре 2019 года.
В ноябре 2022 года открыта новая ВВП длиной 950 м. После этого была демонтирована старая ВВП и достроена новая ВВП до длины 2200 м. Новый терминал открыт летом 2024 года. 
28 ноября 2024 года аэропорт открыт после реконструкции, которая длилась 5 лет. Расширенная взлётно-посадочная полоса (ВВП) по длине (2200 м) способна принимать большие пассажирские самолёты. Ранее большие самолёты принимал только аэропорт Кангерлуссуак в 319 км к северу от Нуука, доставшийся от Военно-воздушных сил США, передавших в 1992 году авиабазу «Сёндрестрём» («Блю Уэст-8»). Первым на новую ВВП приземлился Airbus A330-800neo Tuukkaq компании Air Greenland, а первый взлёт выполнил Dash 8 той же компании.

## Общие сведения
Аэропорт обслуживает рейсы авиакомпаний Air Greenland и Air Iceland, выполняемые на самолётах De Havilland Canada Dash 7, Bombardier Dash 8 и вертолётах Sikorsky S-61.
Аэропорт Нук работает шесть дней в неделю, кроме воскресенья.

## Авиакомпании и пункты назначения

Внутренние маршруты из Аэропорта Нук

С 18 июня до 3 сентября 2012 года открыто каждый понедельник и пятницу первое международное сообщение авиакомпанией Air Greenland из аэропорта Нук в Икалуит.